# Team Novo Nordisk/2015
Deze pagina geeft een overzicht van de Novo Nordisk-wielerploeg in 2015. 

## Algemene gegevens
Algemeen manager: Vasili Davidenko
Ploegleiders: Massimo Podenzana, Pavel Cherkasov, Paolo Artuso
Fietsmerk: Orbea
Kopman: Javier Mejías

## Transfers
| Inkomend         | Team 2014                       | Uitgaand         | Team 2015 |
| ---------------- | ------------------------------- | ---------------- | --------- |
| Gerd De Keijzer  | Team Novo Nordisk Development   | Joe Eldridge     | Gestopt   |
| Corentin Cherhal | Team Novo Nordisk Development   | Justin Morris    | Gestopt   |
| James Glasspool  | Team Novo Nordisk Development   | Paolo Cravanzola | Gestopt   |
| Simon Strobel    | Team Novo Nordisk Development   | Aaron Perry      | Gestopt   |
| Scott Ambrose    | ChasterMason Giant Racing+Stage |                  |           |

## Renners
| Naam                 | Geboortedatum | Nationaliteit    | Ploeg 2014                      |
| -------------------- | ------------- | ---------------- | ------------------------------- |
| Scott Ambrose        | 23-01-1995    | Nieuw-Zeeland    | ChasterMason Giant Racing+Stage |
| Corentin Cherhal     | 19-01-1994    | Frankrijk        | Team Novo Nordisk Development   |
| Stephen Clancy       | 19-07-1992    | Ierland          |                                 |
| Ruud Cremers         | 02-01-1992    | Nederland        |                                 |
| Kevin De Mesmaeker   | 24-07-1991    | België           |                                 |
| Gerd De Keijzer      | 18-01-1994    | Nederland        | Team Novo Nordisk Development   |
| Benjamin Dilley      | 18-09-1991    | Verenigde Staten |                                 |
| James Glasspool      | 08-06-1991    | Australië        | Team Novo Nordisk Development   |
| Joonas Henttala      | 17-09-1991    | Finland          |                                 |
| Nicolas Lefrancois   | 27-04-1987    | Frankrijk        |                                 |
| David Lozano         | 21-12-1988    | Spanje           |                                 |
| Javier Mejías        | 30-09-1983    | Spanje           |                                 |
| Andrea Peron         | 28-10-1988    | Italië           |                                 |
| Charles Planet       | 30-10-1993    | Frankrijk        |                                 |
| Thomas Raeymaekers   | 22-05-1993    | België           |                                 |
| Simon Strobel        | 08-10-1986    | Duitsland        | Team Novo Nordisk Development   |
| Martijn Verschoor    | 04-05-1985    | Nederland        |                                 |
| Christopher Williams | 10-11-1981    | Australië        |                                 |

## Overwinningen
Ronde van de Filipijnen
2e etappe: Scott Ambrose
2008 · 2009 · 2010 · 2011 · 2012 · 2013 · 2014 · 2015 · 2016 · 2017 · 2018 · 2019· 2020· 2021 · 2022 · 2023 · 2024 · 2025